# 2006 UM321
2006 UM321, também escrito como 2006 UM321, é um objeto transnetuniano que está localizado no Cinturão de Kuiper, uma região do Sistema Solar. Este corpo celeste é classificado como um cubewano. Ele possui uma magnitude absoluta de 7,7 e tem um diâmetro estimado com 127 km.

## Descoberta
2006 UM321 foi descoberto no dia 19 de outubro de 2006.

## Órbita
A órbita de 2006 UM321 tem uma excentricidade de 0,012 e possui um semieixo maior de 44,779 UA. O seu periélio leva o mesmo a uma distância de 44,258 UA em relação ao Sol e seu afélio a 45,300 UA.